# Seznam zápasů československé a finské hokejové reprezentace
Seznam zápasů československé a finské hokejové reprezentace uvádí data, výsledky a místa konání vzájemných zápasů hokejových reprezentací Československa a Finska.

## Lední hokej na olympijských hrách
| Datum utkání | Výsledek | Rok  | Místo     | Branky Československa                                                                                    |
| ------------ | -------- | ---- | --------- | --- |
| 1. 2. 1964   | 4 : 0    | 1964 | Innsbruck | 2x Miroslav Vlach, Josef Černý, Stanislav Sventek                                                        |
| 10. 2. 1968  | 4 : 3    | 1968 | Grenoble  | 2x Václav Nedomanský, Jozef Golonka, Jan Havel                                                           |
| 8. 2. 1972   | 7 : 1    | 1972 | Sapporo   | Jiří Kochta, Josef Černý, Ivan Hlinka, Jiří Holík, Jaroslav Holík, Vladimír Martinec, František Pospíšil |
| 6. 2. 1976   | 2 : 1    | 1976 | Innsbruck | 2x Jiří Novák                                                                                            |
| 13. 2. 1984  | 7 : 2    | 1984 | Sarajevo  | 2x František Černík, Arnold Kadlec, Jiří Hrdina, Dárius Rusnák, Eduard Uvíra, Pavel Richter              |
| 26. 2. 1988  | 5 : 2    | 1988 | Calgary   | 2x Igor Liba, Jiří Šejba, Dušan Pašek, Vladimír Růžička                                                  |

## Mistrovství světa v ledním hokeji
| Datum utkání | Výsledek      | Rok  | Místo      | Branky Československa |
| ------------ | ------------- | ---- | ---------- | --- |
| 14. 2. 1949  | 19 : 2        | 1949 | Stockholm  | 5x Stanislav Konopásek, 4x Vladimír Zábrodský, 3x Čeněk Pícha, 3x Vladimír Kobranov, 2x Vladimír Bouzek, Přemysl Hainý, Zdeněk Marek                         |
| 1. 3. 1954   | 12 : 1        | 1954 | Stockholm  | 2x Vlastimil Bubník, 2x Miloslav Charouzd, 2x Václav Pantůček, Václav Bubník, Bronislav Danda, Milan Vidlák, Vlastimil Hajšman, Karel Gut, Miroslav Pospíšil |
| 6. 3. 1955   | 18 : 2        | 1955 | Düsseldorf | 8x Vlastimil Bubník, 4x Slavomír Bartoň, 3x Vladimír Zábrodský, 2x Karel Gut, Václav Pantůček                                                                |
| 28. 2. 1957  | 3 : 0         | 1957 | Moskva     | Ladislav Grabovský, Jan Kasper, Miloslav Vinš |
| 28. 2. 1958  | 5 : 1         | 1958 | Oslo       | 2x Jaroslav Volf, Jaroslav Jiřík, Václav Fröhlich, Miroslav Vlach                                                                                            |
| 10. 3. 1959  | 8 : 2         | 1959 | Praha      | 3x Jaroslav Volf, 2x Miroslav Vlach, Stanislav Bacílek, Karel Gut, Karol Fako                                                                                |
| 2. 3. 1961   | 6 : 0         | 1961 | Lausanne   | Josef Černý, Luděk Bukač, Jan Kasper, Bohumil Prošek, Miroslav Vlach, Ján Starší                                                                             |
| 15. 3. 1963  | 5 : 2         | 1963 | Stockholm  | Jiří Dolana, Josef Černý, Stanislav Prýl, Miroslav Vlach, František Tikal                                                                                    |
| 10. 3. 1965  | 5 : 2         | 1965 | Tampere    | 2x Václav Nedomanský, Rudolf Potsch, Jaroslav Jiřík, František Ševčík                                                                                        |
| 5. 3. 1966   | 8 : 1         | 1966 | Ljubljana  | 4x Václav Nedomanský, 2x Jaroslav Jiřík, Jan Klapáč, Stanislav Prýl                                                                                          |
| 23. 3. 1967  | 1 : 3         | 1967 | Vídeň      | Jaroslav Jiřík |
| 18. 3. 1969  | 7 : 4         | 1969 | Stockholm  | 3x Oldřich Machač, 2x Václav Nedomanský, Jan Suchý, Jiří Holík                                                                                               |
| 25. 3. 1969  | 4 : 2         | 1969 | Stockholm  | 2x Jaroslav Jiřík, Jiří Holík, Václav Nedomanský |
| 20. 3. 1970  | 9 : 1         | 1970 | Stockholm  | 3x Václav Nedomanský, 3x Jan Suchý, František Ševčík, Jaroslav Holík, Július Haas                                                                            |
| 30. 3. 1970  | 3 : 5         | 1970 | Stockholm  | Václav Nedomanský, František Ševčík, Richard Farda |
| 26. 3. 1971  | 5 : 0         | 1971 | Bern       | Richard Farda, Eduard Novák, Václav Nedomanský, Jiří Kochta, Jiří Holík                                                                                      |
| 3. 4. 1971   | 4 : 2         | 1971 | Ženeva     | 2x Václav Nedomanský, Bohuslav Šťastný, Ivan Hlinka |
| 14. 4. 1972  | 5 : 3         | 1972 | Praha      | 2x Jan Klapáč, Jiří Holík, František Pospíšil, Vladimír Martinec                                                                                             |
| 22. 4. 1972  | 8 : 2         | 1972 | Praha      | 2x Jiří Kochta, 2x Jan Klapáč, 2x Rudolf Tajcnár, Richard Farda, Jiří Holík                                                                                  |
| 7. 4. 1973   | 4 : 2         | 1973 | Moskva     | 2x Bohuslav Šťastný, Jaroslav Holík, Richard Farda |
| 15. 4. 1973  | 8 : 0         | 1973 | Moskva     | 2x Václav Nedomanský, 2x Bohuslav Šťastný, Josef Paleček, Richard Farda, Jiří Novák, Jiří Holík                                                              |
| 12. 4. 1974  | 5 : 0 kont. 1 | 1974 | Helsinky   | |
| 20. 4. 1974  | 4 : 5         | 1974 | Helsinky   | Vladimír Veith, Vladimír Martinec, Bohuslav Šťastný, Jiří Holík                                                                                              |
| 10. 4. 1975  | 6 : 2         | 1975 | Mnichov    | 2x Jiří Novák, Vladimír Martinec, Jiří Holík, Eduard Novák, Milan Nový                                                                                       |
| 19. 4. 1975  | 5 : 1         | 1975 | Düsseldorf | 2x Eduard Novák, Jiří Novák, Miroslav Dvořák, Bohuslav Šťastný                                                                                               |
| 13. 4. 1976  | 7 : 1         | 1976 | Katowice   | 2x Milan Nový, Vladimír Martinec, Jiří Holík, Bohuslav Šťastný, Jiří Bubla, Peter Šťastný                                                                    |
| 21. 4. 1977  | 11 : 3        | 1977 | Vídeň      | 2x Ivan Hlinka, 2x Milan Nový, 2x Marián Šťastný, Bohuslav Ebermann, Jaroslav Pouzar, Milan Chalupa, Eduard Novák, Peter Šťastný                             |
| 28. 4. 1978  | 6 : 4         | 1978 | Praha      | 2x Jiří Novák, Jaroslav Pouzar, Ivan Hlinka, Vladimír Martinec, Vladimír Martinec                                                                            |
| 14. 4. 1979  | 5 : 0         | 1979 | Moskva     | Jiří Novák, Vladimír Martinec, Peter Šťastný, Anton Šťastný, Milan Figala                                                                                    |
| 21. 4. 1982  | 3 : 0         | 1982 | Tampere    | 2x Jaroslav Korbela, Vincent Lukáč |
| 16. 4. 1983  | 4 : 2         | 1983 | Düsseldorf | Jiří Lála, Ladislav Svozil, Vladimír Růžička, Dárius Rusnák                                                                                                  |
| 17. 4. 1985  | 5 : 0         | 1985 | Praha      | 2x Petr Rosol, Vincent Lukáč, Pavel Richter, Vladimír Růžička                                                                                                |
| 16. 4. 1986  | 1 : 1         | 1986 | Moskva     | Petr Rosol |
| 17. 4. 1987  | 5 : 2         | 1987 | Vídeň      | Petr Vlk, Jiří Šejba, David Volek, Miloslav Hořava, Igor Liba                                                                                                |
| 16. 4. 1989  | 3 : 1         | 1989 | Södertälje | Bedřich Ščerban, Robert Kron, Vladimír Svitek |
| 17. 4. 1990  | 4 : 2         | 1990 | Bern       | Libor Dolana, Leo Gudas, Jaromír Jágr, Tomáš Jelínek |
| 19. 4. 1991  | 0 : 2         | 1991 | Turku      | Ne |
| 3. 5. 1991   | 2 : 3         | 1991 | Turku      | Ľubomír Kolník, Josef Beránek |
| 9. 5. 1992   | 2 : 3 SN      | 1992 | Praha      | Igor Liba, Petr Hrbek |

## Kanadský pohár v ledním hokeji
| Datum utkání | Výsledek | Rok  | Místo     | Branky Československa                                                                                          |
| ------------ | -------- | ---- | --------- | --- |
| 5. 9. 1976   | 8 : 0    | 1976 | Toronto   | 2x Jiří Bubla, Vladimír Martinec, Josef Augusta, Bohuslav Ebermann, Milan Nový, Milan Chalupa, Jaroslav Pouzar |
| 3. 9. 1981   | 7 : 1    | 1981 | Edmonton  | 2x Jiří Lála, Pavel Richter, Miloslav Hořava, Norbert Král, Arnold Kadlec, Dárius Rusnák                       |
| 4. 9. 1987   | 5 : 2    | 1987 | Sydney    | Dušan Pašek, Jiří Šejba, Jaroslav Benák, Vladimír Růžička, Petr Vlk                                            |
| 2. 9. 1991   | 0 : 1    | 1991 | Saskatoon | Ne |

## Ostatní zápasy
| Datum utkání | Výsledek | Zápas                        | Místo      | Branky Československa |
| ------------ | -------- | ---------------------------- | ---------- | --------------------- |
| 14. 12. 1950 | 8 : 2    | přátelské                    | Praha      |                       |
| 26. 12. 1950 | 7 : 0    | přátelské                    | Brno       |                       |
| 14. 1. 1951  | 2 : 0    | přátelské                    | Helsinky   |                       |
| 16. 1. 1951  | 4 : 2    | přátelské                    | Tampere    |                       |
| 1. 3. 1963   | 4 : 3    | přátelské                    | Turku      |                       |
| 3. 3. 1963   | 6 : 4    | přátelské                    | Rauma      |                       |
| 8. 12. 1969  | 10 : 3   | Cena Izvestijí 1969          | Moskva     |                       |
| 2. 10. 1970  | 6 : 1    | přátelské                    | Praha      |                       |
| 4. 10. 1970  | 7 : 2    | přátelské                    | Praha      |                       |
| 13. 12. 1970 | 7 : 3    | Cena Izvestijí 1970          | Moskva     |                       |
| 7. 9. 1971   | 2 : 2    | přátelské                    | Tampere    |                       |
| 9. 9. 1971   | 7 : 1    | přátelské                    | Helsinky   |                       |
| 20. 12. 1971 | 1 : 0    | Cena Izvestijí 1971          | Moskva     |                       |
| 21. 12. 1972 | 1 : 1    | Cena Izvestijí 1972          | Moskva     |                       |
| 2. 2. 1973   | 3 : 2    | přátelské                    | Tampere    |                       |
| 3. 2. 1973   | 2 : 1    | přátelské                    | Helsinky   |                       |
| 20. 3. 1973  | 6 : 0    | přátelské                    | Ostrava    |                       |
| 22. 3. 1973  | 2 : 2    | přátelské                    | Opava      |                       |
| 16. 12. 1973 | 7 : 1    | Cena Izvestijí 1973          | Moskva     |                       |
| 10. 2. 1974  | 0 : 1    | přátelské                    | Tampere    |                       |
| 11. 2. 1974  | 3 : 1    | přátelské                    | Helsinky   |                       |
| 26. 3. 1974  | 3 : 1    | přátelské                    | Poprad     |                       |
| 27. 3. 1974  | 4 : 2    | přátelské                    | Praha      |                       |
| 1. 2. 1975   | 6 : 1    | Cena Izvestijí 1974          | Turku      |                       |
| 2. 2. 1975   | 6 : 0    | Cena Izvestijí 1974          | Tampere    |                       |
| 4. 2. 1975   | 4 : 0    | Cena Izvestijí 1974          | Helsinky   |                       |
| 24. 3. 1975  | 2 : 1    | Cena Izvestijí 1974          | Praha      |                       |
| 25. 3. 1975  | 5 : 0    | Cena Izvestijí 1974          | Praha      |                       |
| 27. 3. 1975  | 7 : 5 2  | Cena Izvestijí 1974          | Praha      |                       |
| 15. 11. 1975 | 4 : 2    | přátelské                    | Tampere    |                       |
| 16. 11. 1975 | 3 : 1    | přátelské                    | Helsinky   |                       |
| 20. 12. 1975 | 3 : 1    | Cena Izvestijí 1975          | Moskva     |                       |
| 30. 3. 1976  | 5 : 1    | přátelské                    | Pardubice  |                       |
| 31. 3. 1976  | 6 : 0    | přátelské                    | Praha      |                       |
| 23. 8. 1976  | 7 : 2    | přátelské                    | Plzeň      |                       |
| 24. 8. 1976  | 4 : 1    | přátelské                    | Plzeň      |                       |
| 18. 12. 1976 | 6 : 1    | Cena Izvestijí 1976          | Moskva     |                       |
| 16. 2. 1977  | 2 : 2    | přátelské                    | Helsinky   |                       |
| 17. 2. 1977  | 7 : 1    | přátelské                    | Oulu       |                       |
| 16. 12. 1977 | 3 : 3    | Cena Izvestijí 1977          | Moskva     |                       |
| 20. 12. 1978 | 5 : 4    | Cena Izvestijí 1978          | Moskva     |                       |
| 10. 9. 1979  | 6 : 4    | Pohár Rudého práva 1979      | Praha      |                       |
| 11. 12. 1979 | 9 : 4    | přátelské                    | Helsinky   |                       |
| 13. 12. 1979 | 3 : 2    | přátelské                    | Tampere    |                       |
| 17. 12. 1979 | 4 : 4    | Cena Izvestijí 1979          | Moskva     |                       |
| 22. 4. 1980  | 5 : 2    | Švédský pohár 1980           | Göteborg   |                       |
| 12. 12. 1980 | 6 : 3    | přátelské                    | Oulu       |                       |
| 14. 12. 1980 | 2 : 2    | přátelské                    | Helsinky   |                       |
| 20. 12. 1980 | 1 : 5    | Cena Izvestijí 1980          | Moskva     |                       |
| 24. 3. 1981  | 3 : 0    | přátelské                    | Teplice    |                       |
| 25. 3. 1981  | 2 : 1    | přátelské                    | Praha      |                       |
| 21. 8. 1981  | 2 : 2    | přátelské                    | Turku      |                       |
| 23. 8. 1981  | 5 : 5    | přátelské                    | Helsinky   |                       |
| 28. 10. 1981 | 7 : 1    | Pohár Rudého práva 1981/1982 | Teplice    |                       |
| 29. 10. 1981 | 5 : 2    | Pohár Rudého práva 1981/1982 | Praha      |                       |
| 20. 12. 1981 | 9 : 2    | Cena Izvestijí 1981          | Moskva     |                       |
| 12. 12. 1982 | 4 : 1    | přátelské                    | Helsinky   |                       |
| 13. 12. 1982 | 3 : 4    | přátelské                    | Kouvola    |                       |
| 18. 12. 1982 | 2 : 3    | Cena Izvestijí 1982          | Moskva     |                       |
| 10. 4. 1983  | 9 : 6    | Pohár Rudého práva 1982/1983 | Plzeň      |                       |
| 11. 4. 1983  | 9 : 2    | Pohár Rudého práva 1982/1983 | Teplice    |                       |
| 12. 12. 1983 | 5 : 4    | přátelské                    | Kouvola    |                       |
| 13. 12. 1983 | 1 : 4    | přátelské                    | Helsinky   |                       |
| 18. 12. 1983 | 3 : 0    | Cena Izvestijí 1983          | Moskva     |                       |
| 18. 1. 1984  | 7 : 1    | přátelské                    | Budějovice |                       |
| 19. 1. 1984  | 10 : 4   | přátelské                    | Jihlava    |                       |
| 10. 4. 1984  | 9 : 3    | Švédský pohár 1984           | Karlstad   |                       |
| 7. 11. 1984  | 4 : 3    | přátelské                    | Turku      |                       |
| 8. 11. 1984  | 5 : 5    | přátelské                    | Tampere    |                       |
| 18. 12. 1984 | 4 : 6    | Cena Izvestijí 1984          | Moskva     |                       |
| 16. 2. 1985  | 6 : 8    | přátelské                    | Praha      |                       |
| 17. 2. 1985  | 5 : 1    | přátelské                    | Příbram    |                       |
| 11. 12. 1985 | 4 : 1    | přátelské                    | Helsinky   |                       |
| 13. 12. 1985 | 4 : 4    | přátelské                    | Tampere    |                       |
| 18. 12. 1985 | 1 : 1    | Cena Izvestijí 1985          | Moskva     |                       |
| 29. 3. 1986  | 2 : 2    | přátelské                    | Děčín      |                       |
| 30. 3. 1986  | 6 : 1    | přátelské                    | Litvínov   |                       |
| 11. 12. 1986 | 5 : 1    | přátelské                    | Tampere    |                       |
| 12. 12. 1986 | 0 : 2    | přátelské                    | Helsinky   |                       |
| 18. 12. 1986 | 5 : 5    | Cena Izvestijí 1986          | Moskva     |                       |
| 4. 4. 1987   | 5 : 2    | přátelské                    | Plzeň      |                       |
| 5. 4. 1987   | 2 : 2    | přátelské                    | Praha      |                       |
| 15. 8. 1987  | 1 : 1    | přátelské                    | Kouvola    |                       |
| 16. 8. 1987  | 3 : 7    | přátelské                    | Helsinky   |                       |
| 26. 8. 1987  | 6 : 1    | přátelské                    | Lethbridge |                       |
| 16. 12. 1987 | 2 : 1    | Cena Izvestijí 1987          | Moskva     |                       |
| 27. 1. 1988  | 4 : 2    | přátelské                    | Litvínov   |                       |
| 28. 1. 1988  | 1 : 3    | přátelské                    | Praha      |                       |
| 14. 12. 1988 | 6 : 3    | přátelské                    | Oulu       |                       |
| 15. 12. 1988 | 6 : 3    | přátelské                    | Helsinky   |                       |
| 17. 12. 1988 | 4 : 4    | Cena Izvestijí 1988          | Moskva     |                       |
| 16. 12. 1989 | 5 : 3    | Cena Izvestijí 1989          | Moskva     |                       |
| 1. 4. 1990   | 3 : 4    | přátelské                    | Kuopio     |                       |
| 2. 4. 1990   | 3 : 3    | přátelské                    | Jyväskylä  |                       |
| 29. 7. 1990  | 2 : 4    | Hry dobré vůle               | Kennewick  |                       |
| 3. 8. 1990   | 8 : 4    | Hry dobré vůle               | Kennewick  |                       |
| 10. 11. 1990 | 0 : 2    | Deutschland Cup 1990         | Stuttgart  |                       |
| 20. 12. 1990 | 3 : 1    | Cena Izvestijí 1990          | Moskva     |                       |
| 10. 2. 1991  | 2 : 7    | Švédské hokejové hry 1991    | Stockholm  |                       |
| 20. 12. 1991 | 1 : 1    | přátelské                    | Trenčín    |                       |
| 22. 12. 1991 | 5 : 2    | přátelské                    | Bratislava |                       |
| 2. 9. 1992   | 7 : 2    | Sauna Cup 1992               | Turku      |                       |

- pokračuje Seznam zápasů české a finské hokejové reprezentace

## Celková bilance vzájemných zápasů Československa a Finska
| Zápasy | Výhry | Remízy | Prohry | Skóre   |
| ------ | ----- | ------ | ------ | ------- |
| 152    | 110   | 20     | 22     | 730:323 |

Poznámky k utkáním
- 112. 4. 1974 (MS) Utkání Finsko - Československo 5:2 byla pro doping hráče Stiga Wetzella (FIN) kontumováno 5:0 ve prospěch týmu ČSSR.

- 227. 3. 1975 Utkání ČSSR - Finsko (hrála ČSSR „23“)